# Trinity (процессор)
Trinity («Три́нити») — кодовое название линейки гибридных процессоров (APU) компании AMD.
Trinity представляет собой глубокую эволюцию предыдущего поколения Llano: CPU этой линейки, в отличие от предшественника, основаны не на устаревшем ядре K12, а развитии современной микроархитектуры Bulldozer — Piledriver.
Хотя эта линейка и является продолжением линейки Llano, процессоры Trinity имеют новый сокет — FM2, который обратно не совместим с сокетом FM1.
Процессоры изготавливаются по 32-нм техпроцессу.
Линейка была анонсирована в начале 2012 года в музее города Остин, позже выпуск процессоров Trinity для настольных систем перенесён с августа на октябрь (как утверждается, причиной задержки стало внесение в конструкцию процессоров некоторых доработок).
AMD Trinity представлены в версии как для ПК, так и для ноутбуков и ультрабуков.

## Описание
На кристалле располагается процессор, видеоядро Radeon HD 7000, встроенный контроллер DDR3, улучшенный аппаратный декодер видео, HDMI-контроллер, поддержка DisplayPort 1.2. Также, как и в прошлой серии гибридных процессоров, имеются модели с забракованным и отключенным видеоядром.
Поддерживается наборы инструкций AVX и AES-NI, а также технология динамического разгона Turbo Core 3.0.

### Видеопроцессор
AMD Trinity имеет видеоядро Radeon HD 7000 на базе Northern Islands, поддерживающее DirectX 11 и OpenGL 4.2. Графическое ядро, изготовленное на архитектуре VLIW4, работает на частотах от 424 до 800 МГц.
Переход на архитектуру VLIW4 позволил устанавливать меньше потоковых ядер, но использовать их более эффективно. Понижая или повышая частоту (в зависимости от теплового запаса), можно улучшать производительность, не усложняя конструкцию самого APU.
Среди линейки процессоров Trinity имеются три процессора без встроенного видеоядра, это модели: Athlon X4 750k, Athlon X4 740 и Athlon X2 340.

### Энергопотребление
В линейке Trinity — процессоры с разным TDP:
- в настольных версиях энергопотребление будет составлять 65 и 100 Вт;
- в мобильных версиях — 17, 25 и 35 Вт; а в режиме ожидания — 1,08 Вт, что позволит ноутбукам работать около 12 часов в автономном режиме.

## Сравнение с AMD Llano
Хотя AMD Trinity изготовлен по 32-нм техпроцессу, как и AMD Llano, производительность новых чипов увеличилась на 29 %, а энергопотребление снизилось. Площадь ядра достигает 246 мм² (против 228 мм² у Llano), число транзисторов — 1,3 млрд (против 1,178 млрд у Llano).
Четырёхъядерный APU Trinity медленнее четырёхъядерного APU Llano в случаях с вычислениями с плавающей запятой, поскольку каждый модуль Piledriver имеет один общий блок для данных задач. Это означает то, что фактически 4 ядра процессора на самом деле представляют собой 2 в действительности, так как надо учитывать количество модулей, а не количества ядер, которые здесь представляют блоки ALU. Здесь повторяется история с линейкой FX.
Графическое ядро демонстрирует прирост производительности порядка 50 % по сравнению с Llano. Trinity поддерживает работу с четырьмя дисплеями по технологии Eyefinity (Llano — два).
Trinity получила технологию динамического «разгона» AMD Turbo Core 3.0, распределяющую оптимальным образом нагрузку между центральным и графическим процессорами и подстраивающую соответственным образом их частоту, что позволяет добиться в некоторых случаях прироста производительности и дополнительной экономии энергии.

## Модельный ряд
В линейку Trinity добавлен процессор AMD A10, которого нет в семействе процессоров AMD Llano. AMD A10 имеет две версии с разным TDP:
- флагманская модель A10-5800K с четырьмя ядрами Piledriver и GPU, имеет разблокированный множитель;
- модель A10-5700 имеет более низкую рабочую частоту и TDP.

Модель A8-5600K отличает разблокированный множитель.
Модели серии A10 оснащены GPU Radeon HD 7660D, A8 — GPU Radeon HD 7560D, A6 — Radeon HD 7540D, A4 — Radeon HD 7480D.
В конфигурацию HD 7660D входит 384 потоковых процессоров, в HD 7560D — 256, в HD 7540D — 192, а в HD 7480D — 128. Младшая модель — единственная, не поддерживающая технологию Dual Graphics. Графические процессоры всех остальных APU можно будет объединить с совместимыми дискретными GPU для повышения производительности.

### Сравнительная таблица

#### Процессоры с видеоядром
| Модель процессора | Частота / TurboCore, ГГц | Количество ядер | Кэш-память 2-го уровня, МБ | TDP, Вт | Название видеопроцессора | Частота видеопроцессора, МГц | Количество потоковых процессоров | Dual-graphics |
| ----------------- | ------------------------ | --------------- | -------------------------- | ------- | ------------------------ | ---------------------------- | -------------------------------- | ------------- |
| A10-5800K         | 3,8 / 4,2                | 4               | 4                          | 100     | HD 7660D                 | 800                          | 384                              | Да            |
| A10-5700          | 3,4 / 4,0                | 4               | 4                          | 65      | HD 7660D                 | 760                          | 384                              | Да            |
| A8-5600K          | 3,6 / 3,9                | 4               | 4                          | 100     | HD 7560D                 | 760                          | 256                              | Да            |
| A8-5500           | 3,2 / 3,7                | 4               | 4                          | 65      | HD 7560D                 | 760                          | 256                              | Да            |
| A6-5400K          | 3,6 / 3,8                | 2               | 1                          | 65      | HD 7540D                 | 760                          | 192                              | Да            |
| A4-5300           | 3,4 / 3,6                | 2               | 1                          | 65      | HD 7480D                 | 723                          | 128                              | нет[уточнить] |

#### Процессоры без видеоядра
| Модель процессора | Частота / TurboCore, ГГц | Количество ядер | Кэш-память 2-го уровня, МБ | TDP, Вт |
| ----------------- | ------------------------ | --------------- | -------------------------- | ------- |
| Athlon II X4 750k | 3,4 / 4,0                | 4               | 4                          | 100     |
| Athlon II X4 740  | 3,2 / 3,7                | 4               | 4                          | 65      |
| Athlon II X4 730  | 2,8 / (н / д)            | 4               | 4                          | 65      |